# Bob Birdsong
Bob Birdsong (ur. 1 stycznia 1948 w Tennessee) – amerykański kulturysta. Brał udział w kilku zawodach kulturystycznych IFBB i AAU i zdobył wiele prestiżowych tytułów w latach siedemdziesiątych, w tym w 1974 IFBB Mr. America.

## Życiorys

### Wczesne lata
Urodził się w Tennessee. Dorastał w Kentucky. Opisał siebie jako dorastającego „chudego i jąkającego się dzieciaka". Jako dziecko był zastraszany przez inne dzieci z powodu swojego nazwiska Birdsong (Ptasia pieśń) i jego ciała. W wieku czternastu lat Birdsong po raz pierwszy zainteresował się kulturystyką. Później uczęszczał do Art Center College of Design w Pasadenie w Kalifornii, gdzie studiował sztuki piękne.

### Kariera
Birdsong po raz pierwszy wystartował w 1971 w AAU Mr. America, gdzie zajął 21. miejsce. Następnie brał udział w konkursach, takich jak Mr. California federacji AAU, Mr. Western America federacji AAU i Mr. federacji IFBB
Próbował także swoich sił jako fotomodel, kiedy wczesnych latach 70. był fotografowany dla Colt Studios i pod pseudonimem Bob Wren wziął udział w gejowskich filmach porno Dakota Productions: California Supermen (1972) i Loadstar (1973).
W latach 1983–1986 czterokrotnie pojawił się na okładce magazynu „Muscle and Fitness”, w tym grudniu 1983 z Apollonią Kotero.

## Udział w zawodach
- 1971: Mr. America - federacji AAU, 21. miejsce
- 1972: Mr. America - federacji AAU, 10. miejsce
- 1972: Mr. California - federacji AAU, 2. miejsce
- 1972: Mr. Western America, federacji AAU, 2. miejsce
- 1973: Mr. America - federacji IFBB, Medium, 1. miejsce
- 1973: Mr. International - federacji IFBB, Medium, 1. miejsce
- 1973: Mr. Los Angeles - federacji AAU, 1. miejsce
- 1973: Mr. Pacific Coast - federacji AAU, 1. miejsce
- 1974: Mr. America - federacji IFBB, Medium, 1. miejsce
- 1974: Mr. America - federacji IFBB, 1. miejsce + overall
- 1974: Mr. International - federacji IFBB, Medium, 2. miejsce
- 1974: Universe - federacji IFBB, Medium, 2. miejsce
- 1975: Universe - Pro - federacji IFBB, 1. miejsce
- 1975: World Pro Championships - federacji IFBB, 1. miejsce
- 1979: Olympia - federacji IFBB, HeavyWeight, 5. miejsce
- 1980: Universe - Pro - federacji IFBB, 3. miejsce
- 1980: World Pro Championships - federacji IFBB, 3. miejsce
- 1981: Grand Prix California - federacji IFBB, poza finałami
- 1983: Grand Prix Denver - federacji IFBB, 2. miejsce
- 1983: Grand Prix Las Vegas - federacji IFBB, 5. miejsce
- 1983: Grand Prix Portland - federacji IFBB, 6. miejsce
- 1983: Night of Champions - federacji IFBB, 6. miejsce
- 1983: World Pro Championships - federacji IFBB, 7. miejsce
- 1984: Canada Pro Cup - federacji IFBB, 2. miejsce
- 1984: Olympia - federacji IFBB, 10. miejsce
- 1984: World Grand Prix - federacji IFBB, 2. miejsce
- 1984: World Pro Championships - federacji IFBB, 4. miejsce
- 1985: Night of Champions - federacji IFBB, 3. miejsce
- 1985: Olympia - federacji IFBB, 11. miejsce
- 1986: Los Angeles Pro Championships - federacji IFBB, poza finałami
- 1986: Night of Champions - federacji IFBB, 12. miejsce
- 1986: World Pro Championships - IFBB, 11. miejsce
- 1989: Grand Prix US Pro - federacji IFBB, 6. miejsce
- 1989: Niagara Falls Pro Invitational - federacji IFBB, 7. miejsce
- 1989: Night of Champions - federacji IFBB, 9. miejsce